# Dasyhelea parvifulva
Dasyhelea parvifulva är en tvåvingeart som beskrevs av Tokunaga 1940. Dasyhelea parvifulva ingår i släktet Dasyhelea och familjen svidknott.
Artens utbredningsområde är Taiwan. Inga underarter finns listade i Catalogue of Life.